# Burg von Aydos
Die Burg von Aydos (türk. Aydos Kalesi) ist die Ruine einer Gipfelburg. Als Burgstandort wählte man den 537 m hohen Aydoshügel, den höchsten Punkt Istanbuls. Aydos ist der türkisierte Form des byzantinischen Namens Aetos (altgriechisch ἀετός, dt. Adler).

## Geschichte
Die Burg wurde im späten 13. Jahrhundert unter byzantinischer Herrschaft errichtet. Sie galt damals als Verwaltungsstelle vom heutigen Üsküdar bis Gebze und diente hauptsächlich zur Überwachung der Grenze zwischen Konstantinopel und İzmit sowie der Küstenstraße von Üsküdar über Samandıra nach Izmit. Um 1328 eroberten die Osmanen unter Orhan Gazi mit Einnahme der Burg von Aydos und des Palasts von Damatrys die Region um Pendik und Sultanbeyli.

Die Burg wurde hauptsächlich aus Bruchstein und Kalkstein gebaut. Sie ist ellipsenförmig, etwa 120 m lang und die breiteste Stelle misst 50 m. In der Festung befindet sich darüber hinaus eine 12 m lange und 7,5 m breite Zisterne. Die Zisterne ist ein Anziehungspunkt für Touristen, da dort heute viele verschiedene Fische schwimmen.
Es wird vermutet, dass es sich bei der ausgegrabenen Burg bloß um einen kleinen Teil einer größeren Anlage handelt. Die früheren großen Brände haben die Burg so sehr zerstört, dass bloß sechs Türme und die Ein- bzw. Ausgänge zu zwei Geheimgängen im Westen der Burg erhalten sind. Das Fundament des etwa 100 m hohen Aussichtsturms ist ebenfalls noch erhalten.